# IC 1129
IC 1129 est une galaxie spirale située dans la constellation de la Petite Ourse. Sa vitesse par rapport au fond diffus cosmologique est de 6 565 ± 4 km/s, ce qui correspond à une distance de Hubble de 96,8 ± 6,8 Mpc (∼316 millions d'al). Cette galaxie a été découverte par l'astronome américain Edward Swift en 1887.
La classe de luminosité d'IC 1129 est III-IV et elle présente une large raie HI.
À ce jour, deux mesures non basées sur le décalage vers le rouge (redshift) donnent une distance de 58,850 ± 11,950 Mpc (∼192 millions d'al), ce qui est loin à l'extérieur des valeurs de la distance de Hubble. Notons cependant que c'est avec la valeur moyenne des mesures indépendantes, lorsqu'elles existent, que la base de données NASA/IPAC calcule le diamètre d'une galaxie et qu'en conséquence le diamètre d'IC 1129 pourrait être d'environ 33,8 kpc (∼110 000 al) si on utilisait la distance de Hubble pour le calculer.

## Supernova
La supernova SN 2012cs a été découverte dans IC 1129 le 27 mai 2012 par l'astronome amateur américain Doug Rich (en). Cette supernova était de type IIb.

## Groupe de NGC 5939
IC 1129 fait partie d'un trio de galaxies, le groupe de NGC 5939. Les deux autres galaxies du trio sont NGC 5939 et 1531+6744, une abréviation non conventionnelle employée par Mahtessian pour CGCG 1531.4+6744, la galaxie UGC 9896.